# Stand by Your Side
Stand by Your Side è una canzone dell'artista canadese Céline Dion, registrata per il suo ottavo album in studio in inglese One Heart (2003). Scritta da Paul Barry e Mark Taylor e prodotta da Taylor e Humberto Gatica, la canzone fu pubblicata il 15 settembre 2003 negli Stati Uniti come terzo singolo promozionale dell'album.
Il singolo, ben accolto dalla critica, raggiunse la posizione numero 17 della classifica americana Billboard Hot Adult Contemporary Tracks.

## Antefatti e composizione
Il 16 settembre 2003, il sito web ufficiale di Céline Dion annunciò che la ballata Stand by Your Side era stata selezionata come singolo successivo per le radio del Nord America.
La canzone fu scritta da Mark Taylor e Paul Barry, tra l'altro autori della hit di Cher, Believe, mentre la produzione fu curata dallo stesso Taylor e Humberto Gatica. Il brano parla di una promessa d'amore, in cui la Dion promette a qualcuno che è stato profondamente ferito, di consolarlo e sostenerlo.

## Recensioni da parte della critica
Elisabeth Vincetelli di Entertainment Weekly definì il brano,"una inevitabile power-ballad", mentre People scrisse:"Anche le sue ballate di marchio presentano meno l'istrionismo vocale che ci aspettiamo da Dion." Chack Taylor di Billboard scrisse:"È un peccato che Céline Dion venga trasmessa solo nelle radio Adult Contemporary negli Stati Uniti. Di conseguenza, i suoi singoli raramente si allontanano dal provato e dal vero, perpetuando la convinzione che le ballate siano la sua unica carta telefonica. Detto questo, Stand by Your Side è una bellezza, elegantemente trattenuta, cantabile e ben eseguita come i suoi numerosi successi precedenti. Ma i fan della Dion non possono fare a meno di sentirsi delusi dal fatto che la sua etichetta non abbia una spinta significativa per essere più avventurosa... Dion fa la sua parte, ma la Epic sembra intenzionata a ristagnare quello che merita essere una carriera ad alto volo. E questo non lo farà."

## Successo commerciale
Stand by Your Side debuttò alla numero 30 della Billboard Hot Adult Contemporary Tracks, il 18 ottobre 2003. La settimana successiva salì alla numero 18 per poi raggiungere il suo picco il 1º novembre salendo di una posizione. In totale la canzone trascorse 18 settimane in classifica.

## Formati e tracce
CD Singolo Promo (Stati Uniti) (Epic: 87185)
1. Stand by Your Side – 3:33 (Paul Barry, Mark Taylor)

## Classifiche
| Classifica (2003) | Posizione massima |
| ----------------- | ----------------- |
| Romania           | 52                |